# Mahbubnagar
Mahbubnagar (en hindi: महबुबनगर ) es una localidad de la India, centro administrativo del distrito de Mahbubnagar, estado de Telangana.

## Geografía
Se encuentra a una altitud de 498 m s. n. m. a 99 km de la capital estatal, Hyderabad, en la zona horaria UTC +5:30.

## Demografía
Según estimación 2010 contaba con una población de 141 943 habitantes.